# OpenGL ES
OpenGL ES (ang. OpenGL for Embedded Systems) – podzbiór specyfikacji OpenGL zaprojektowany m.in. dla urządzeń mobilnych typu telefony komórkowe, palmtopy i konsole do gier. Jest zdefiniowany i rozpowszechniany przez Khronos Group.
OpenGL ES jest oficjalnym API dla grafiki 3D w systemach Windows, Linux i Android. W przypadku systemów iOS OpenGL ES był wspierany od wersji 2 do 12. Osobną implementacją API OpenGL ES jest WebGL wykorzystywany w przeglądarkach internetowych kompatybilnych z HTML5.